# Admiral Vladivostok
L'Admiral Vladivostok (russo: Адмирал Владивосток) è una squadra di hockey su ghiaccio con sede nella città russa di Vladivostok. Nata nel 2013 la formazione milita nel massimo campionato nazionale, la Kontinental Hockey League.

## Storia
Nel 2013 la KHL ufficializzò l'arrivo di una nuova formazione anche nella Eastern Conference, dopo aver inserito nella Western la squadra croata del Medveščak, proveniente dalla EBEL. La creazione di una nuova squadra a Vladivostok portò così a due il numero di squadre provenienti dall'Estremo Oriente, il team di Vladivostok si aggiungeva infatti all'Amur di Chabarovsk. Il nome e il logo della formazione furono decisi tramite un sondaggio popolare. Alla fine vinse l'opzione Admiral, omaggio alla tradizione marinara della città già sede della Flotta del Pacifico e di un importante porto sull'Oceano Pacifico.
Il primo presidente della squadra fu Aleksandr Mogil'nyj, giocatore originario di Chabarovsk capace in carriera di entrare nel Triple Gold Club.
Le difficoltà economiche legate alla pandemia di COVID-19 costrinsero la squadra a non partecipare alla stagione 2020-2021. Il 31 marzo 2021 alla squadra venne data la possibilità di fare ritorno sin dalla stagione successiva, a patto di saldare tutti i propri debiti con i tesserati relativi alla stagione 2017-2018 entro il successivo 31 luglio. Dopo aver annunciato il nuovo allenatore, Sergei Vostrikov, nel successivo mese di giugno la squadra rese noto di aver trovato l'accordo con i creditori.
L'Admiral disputa gli incontri casalinghi presso la Fetisov-Arena, impianto intitolato a Vjačeslav Fetisov e inaugurato nel 2013, capace di ospitare 5.500 spettatori.